# Mercedes-Benz World Racing
Mercedes-Benz World Racing (también conocido como World Racing) es un simulador de carreras desarrollado por Synetic y publicado por TDK Mediactive. El juego fue lanzado en septiembre de 2003 para Windows, PlayStation 2, Xbox  y GameCube. Solo la versión de Xbox fue lanzada en Norteamérica.
En 2005 se lanzó una secuela del simulador, World Racing 2 por Playlogic Entertainment.

## Jugabilidad
En general, con la excepción de algunas características distintivas, Mercedes-Benz World Racing es bastante típico de simuladores de carreras y comparable a juegos como Need for Speed: Porsche Unleashed. Uno de los rasgos característicos es el ajuste flexible de la dificultad: al mover el control deslizante a lo largo de la escala del nivel "arcade" al "realista", el jugador elige la mejor opción para sí mismo. Esta opción afecta tanto al comportamiento del automóvil como a su capacidad de dañar y a los oponentes inteligencia artificial.
Pasando "campeonatos", etapas con un cierto número de pistas, en las que se divide el juego, el usuario "abre" autos previamente inaccesibles, en los que puede participar en carreras. Nuevos campeonatos y carreras también están disponibles a medida que avanzas en el juego. Hay 16 campeonatos en total en el juego, que contienen 117 pistas y 48 tareas diferentes. Las pistas simuladas representan terrenos del mundo real de diferentes países, como Japón, México, Australia, Nevada, Alpes y pistas de carreras en Alemania.

 Todas las pistas difieren en las condiciones clima, tipo de superficie de la carretera, etc. En algunas carreteras, solo se pueden controlar ciertos tipos de transporte, por ejemplo, SUV ohm. También es digno de mención que el jugador es libre de abandonar la ruta de la carrera y moverse libremente por la ubicación.
Hay 127 modelos de autos con licencia de la marca Mercedes-Benz como una fila de autos en el juego, modelo físico y apariencia de los cuales está cerca de los parámetros de prototipos. Entre los vehículos involucrados se encuentran, además de los modelos modernos, aquellos considerados "clásicos" automóvil (por ejemplo, Mercedes-Benz W125). Se pueden cambiar los colores de los automóviles y algunas de las opciones que afectan su comportamiento en la carretera.
Multijugador, que presenta un parche para la versión 1.6.6, permite a los jugadores competir entre sí a través de LAN o una conexión a Internet. También se implementa un modo para dos jugadores en pantalla dividida.

### Аutomóviles
A continuación se muestra una lista parcial de vehículos disponibles en el juego.
Modernos:
- Mercedes-Benz W168
- Mercedes-Benz W202
- Mercedes-Benz W210
- Mercedes-Benz W211
- Mercedes-Benz C208 (descapotable)
- Mercedes-Benz C209
- Mercedes-Benz W463
- Mercedes-Benz W163
- Mercedes-Benz W220
- Mercedes-Benz C215
- Mercedes-Benz SL73 AMG (R129)
- Mercedes-Benz R230
- Mercedes-Benz R170

Clásicos:
- Mercedes-Benz 300SL (W198)
- Mercedes-Benz 280SL
- Mercedes-Benz W125
- Mercedes-Benz W154 Silver Arrow
- Mercedes-Benz W196 Streamline

Prototipos deportivos:
- Mercedes-Benz C111 II
- Mercedes-Benz C112

Deportivos:
- Mercedes-Benz SLR McLaren
- Mercedes-Benz C208 CLK-DTM
- Mercedes-Benz CLK GTR

Coches descargables hechos por desarrolladores:

 Se agregaron tres autos más al juego en forma de parches (dos de ellos sin "licencia"), Mercedes-Benz Race Truck (traído del juego Mercedes-Benz Truck Racing ), V8 Slipstream (Muscle car) y ATV7000S Sand Hopper (ATV).
El juego tiene una capacidad indocumentada para instalar o quitar el techo de los automóviles convertibles. Para hacer esto, después de seleccionar un automóvil, debe mover el cursor de selección sobre la inscripción "Vamos" y presionar la tecla "Delete" en el teclado (o un botón similar en el joystick). 

### Localizaciones
Las competiciones se llevan a cabo en los siguientes países: Australia, Japón, México, Alemania (Hockenheim, así como Alpes) y Estados Unidos (Nevada, Área 51).

## Motor de juego
Mercedes-Benz World Racing utiliza el motor de juego 3D Landscape Engine producido por Synetic. Una de las señas de identidad de la tecnología es su buen manejo de grandes espacios abiertos. Implementado sombras dinámicas, dependiendo de las fuentes de luz, agua con ondas y reflejos, varios efectos climáticos. Las versiones posteriores y mejoradas del motor se utilizaron en juegos posteriores de la compañía: World Racing 2, Ferrari Virtual Race y la serie de juegos de carreras Alarm für Cobra 11.

## Desarrollo
El juego se anunció originalmente para ser desarrollado exclusivamente para Xbox. En diciembre de 2002, los desarrolladores aclararon que con un ligero retraso en relación con el lanzamiento de la versión para Xbox de Mercedes-Benz World Racing se lanzará en otras plataformas, incluyendo Windows, PlayStation 2 y GameCube.
En 2003, después del lanzamiento del juego en Xbox, los desarrolladores publicaron varios tráileres en internet que demostraban varios aspectos de jugabilidad. En particular, se muestran algunas ubicaciones y automóviles, así como la capacidad de explorar libremente el mapa, "saliendo" de la pista de carreras durante la competencia.
En septiembre de ese año, los jugadores tuvieron la oportunidad de descargar la demo de World Racing para su computadora personal. La demostración incluye una pista de la versión completa, pasando por la ciudad Hockenheim, y la oportunidad de probar cuatro coches de la marca Mercedes-Benz - SLK 230 Kompressor, G500, Un 190 Twin, 300SL.
Finalmente, Mercedes-Benz World Racing fue lanzado 20 de marzo de 2003 en la consola Xbox y unos meses después, 19 de septiembre, en el resto de las plataformas de juego anunciadas (la versión rusa, publicada por 1C, salió el 2 de abril de 2004). Cabe destacar que un año después del lanzamiento del juego, durante el desarrollo de la segunda parte, la empresa Synetic GmbH colocó varios autos adicionales (Slipstream V8, SandHopper, Super Race-Truck) en el dominio público, que el usuario puede agregar al juego a su discreción.
El último parche lanzado, de 3,96 MB de tamaño, actualiza el juego a la versión 1.6.6 y, además de corregir algunos bugs, presenta el multijugador.
La comunidad de fans está desarrollando nuevos autos y mapas para Mercedes-Benz World Racing, que se pueden encontrar en los sitios del juego.

## Recepción
El sitio ComputerAndVideoGames.com, que se especializa en juegos de computadora, le dio al juego una calificación de 7 sobre 10. La revisión se basa en la versión Xbox de World Racing. Otro sitio, TeamXbox, que se centra exclusivamente en los juegos desarrollados para las consolas Xbox, le dio al juego una puntuación bastante promedio de 5.5 sobre 10. inteligencia artificial los oponentes fueron criticados, sonido acompañamiento, visualización de daños vehiculares. El juego y el sitio 1UP.com también obtuvieron un D+ de bajo grado (según el sistema de evaluación estadounidense). El crítico habló extremadamente negativamente sobre la inteligencia artificial de los rivales, calificándolo como "uno de los peores vistos en los juegos de carreras" y también calificó el menú del juego como "confuso".
Super Play y PC Zone Benelux obtuvieron una calificación de 40% y 50% respectivamente. La revista Joystick favoreció el 60% del 100%. World Racing recibió críticas y calificaciones encomiables de 82% y 88% de GameStar y Gamesmania.
El 30% del 100% calificó la versión para GameCube del juego para el sitio francés Jeuxvideo.com. Al mismo tiempo, la versión para Windows tenía una calificación del 60%; Se otorgaron calificaciones más altas (70% y 75%) a las versiones para Xbox y PlayStation 2.
Según las calificaciones en el sitio GameSpot, GameCube - la versión también recibió calificaciones bastante mediocres de los sitios Videogameslife (2 de 10) y N-Europe (5 de 10).

 La versión para PlayStation 2, según la calificación en el mismo sitio, generalmente se calificó con un puntaje promedio (Play UK: 28% del 100%; Games Master UK: 49% del 100%; Computer & Video Games UK: 5 de 10; PlayStation 2 Magazine UK: 5 de 10; PlayStation 2 Max UK: 52% de 100%).
El crítico habla positivamente sobre los gráficos, la música y la banda sonora, el modelo físico, el comportamiento realista de los oponentes controlados por inteligencia artificial ("se deslizan, pueden rascar el cuerpo en la cerca o volar fuera de la pista en un giro, incluso si esto es la última vez que pasaron la curva sin ningún problema (...) ponerse al día con el auto del insolente rival en tractos rectos es una tarea bastante difícil").

 El autor de la revisión fue criticado por el sistema de daños en el automóvil ("los automóviles son muy reacios a golpear, las piezas de vidrio no se pueden "romper" en absoluto, y los problemas técnicos ridículos comienzan solo después de haber dañado el automóvil en más del cuarenta por ciento") y "pequeñas diferencias en características técnicas de las máquinas". El artículo resume las siguientes palabras:
| Como resultado, Synetic demostró que la carcasa de la serie Test Drive, extendida por mucho tiempo sobre el asfalto, no es una razón para esconderse en el rincón más alejado del género de los simuladores de automóviles y, lamentando lastimosamente, mira los trucos desde allí Electronic Arts. El juego, por supuesto, fue un éxito. |

El sitio ruso Absolute Games le dio al juego una calificación alta del 88% del 100% (así como el premio Our Choice). El autor de la revisión describe de manera positiva la jugabilidad, el componente gráfico, el estudio de ubicaciones (“en el calor de la carrera, puedes ver por un segundo una vista impresionante desde el acantilado o la playa australiana, pero solo puedes sentir el sabor de la libertad en un ambiente tranquilo cuando no es necesario, empujar a todos, correr a la línea de meta y mirar constantemente en el espejo retrovisor para "cerrar la puerta" a tiempo"). La retroalimentación negativa del autor del artículo, que se hace eco de otras críticas, fue recibida por el sistema de daños en el automóvil ("las abolladuras patéticas que quedan en el cuerpo después de accidentes increíbles parecen muy primitivas; además, el manejo no se deteriora hasta aproximadamente un 50%, pero luego comienzan las dificultades serias")... La revisión concluye con las palabras: "Lo mejor hasta la fecha (si cuenta "Porsche Unleashed" veterano, retirado con honores) "con temática" carreras arcade. ¿Qué esperar de World Racing 2? Probablemente sea mejor no adivinar".